# Thorndon
Thorndon – wieś w Anglii, w hrabstwie Suffolk, w dystrykcie Mid Suffolk. Leży 26 km na północ od miasta Ipswich i 123 km na północny wschód od Londynu. Miejscowość liczy 590 mieszkańców.